# آرنولد جی. توینبی
آرنولد جوزف توین‌بی (به انگلیسی: Arnold Joseph Toynbee)؛ (۱۴ آوریل ۱۸۸۹ – ۲۲ اکتبر ۱۹۷۵) تاریخدان نویسنده انگلیسی بود.
او در طول جنگ جهانی اول در قسمت سیاسی وزارت امور خارجه انگلیس مشغول به کار بود و در سال ۱۹۱۹ نیز به مناسبت مقام سیاسیش نماینده انگلیس در کنفرانس صلح پاریس بود. مدتی استاد تاریخ، ادبیات، زبان‌های امپراتوری بیزانس و یونانی جدید در دانشگاه لندن بود و از ۱۹۲۵ به بعد کرسی استادی تاریخ بین‌المللی این دانشگاه را در اختیار گرفت. کتاب‌هایی در مورد تاریخ یونان و سرگذشت شمون نوشته‌است.
تحقیقی در تاریخ، جهان و باخترزمین و جغرافیای اداری هخامنشیان از آثار مشهور اوست.

## نظریه تمدن توین‌بی
او یکی از کسانی است که نظریه جدید در مورد نحوهٔ شکل‌گیری تمدن معرفی می‌نماید. از نظر توین‌بی هر تمدن در سیر تحول خود چند مرحله را طی می‌کند. او برای هر تمدن چهار مرحله بر می‌شمرد. 
- مرحله اول: به وجود می‌آید،
- مرحله دوم: به پیش می‌رود،
- مرحله سوم: با فراز و فرودهایی، توسعه می‌یابد،
- مرحله چهارم: فرومی‌پاشد.

برای درک این فراز و فرودها می‌بایست دو واژهٔ معارضه (چالش) یا challenge و واکنش یا Response را در آثار توین‌بی به خوبی درک کرد. از نظر او وقتی تمدن بشری در برابر یک تهدید قرار می‌گیرد دچار چالش می‌شود و پاسخی که به آن تهدید می‌دهد، میزان مدنیت آن تمدن است. هر چقدر توان مدنیت آن تمدن کم باشد نوع پاسخ آن جامعه را به سمت فروپاشی سوق می‌دهد ولی مرحلهٔ چهارمی هم وجود دارد و آن اینکه تمدن نابود نشده اما گویی مرده است یعنی راکد می‌شود و آن چنان درگیر جزئیات ناکارآمد می‌گردد که کلیات حکمرانی را به بوتهٔ فراموشی می‌سپارد و از میان می‌رود. او این مراحل را به ترتیب پیدایش، رشد، فروپاشی و اضمحلال می‌نامند.

## فرهنگ

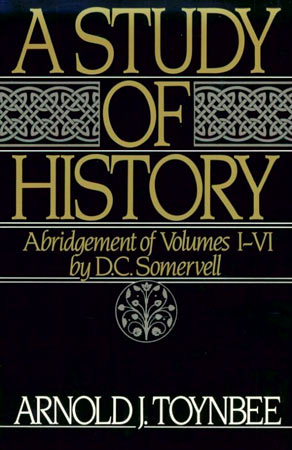
Somervell's abridgement of Toynbee's magnum opus A Study of History

Toynbee on the front cover of Time magazine, 17 March 1947